# 馮昌奕
馮昌奕（？—1681年），山西蒲州人，清朝政治人物、同進士出身。
順治十五年（1658年）戊戌科進士。康熙十七年，擔任遼東宁远州知州，康熙二十年，因病任內去世。